# Універсальні десантні кораблі типу «Токто»
Універсальні десантні кораблі типу «Токто» ( корейською: 독도급 대형수송함, ханxча: 獨島級 大型輸送艦) — це клас універсальних десантних кораблів, що експлуатуються ВМС Республіки Корея. Розроблені та побудовані компанією Hanjin Heavy Industries, ці кораблі призначалися для збільшення спроможностей Південної Кореї до десантних операцій та військових операцій, відмінних від війни.

## Розвиток концепції кораблів
Військово-морським силам Південної Кореї потрібен був універсальний десантний корабель (УДК) із десантними можливостями у своїй програмі побудови флоту вікритого моря. Зрештою, конструкція «Токто» від Hanjin була обрана для задоволення цієї потреби. Десантні катери типу «Сольге» — виробництва цієї ж компанії — були обрані як  висадкові засоби на повітряній подушці для роботи з УДК.

## Представники типу
Побудовано два кораблі типу. Головний, «Токто», увійшов до складу флоту у червні 2007 року.  
Другий, «Марадо», увійшов у стрій зі значною затримкою, викликаною наслідками глобальної економічної кризи 2008 року. Спочатку рішення про побудову другого корабля типу скасували, проте покращення економічного становища Республіки Корея  поєднане з наростанням загроз у регіоні призвело до перегляду рішення. корабель з дещо покращеними характеристиками (зокрема на ньому стало можливо розмістити конвертоплани «Оспрі»), був спущений на воду у травні 2018 року, а увійшов у стрій червні 2021 р.  